# Gare de Malesherbes
La gare de Malesherbes est une gare ferroviaire française de la ligne de Villeneuve-Saint-Georges à Montargis, située sur le territoire de la commune du Malesherbois, dans le département du Loiret, en région Centre-Val de Loire.
C'est une gare de la Société nationale des chemins de fer français (SNCF), desservie par des trains de la ligne D du RER, dont elle constitue le terminus d'une branche exploitée séparément. Elle se situe à une distance de 76,644 km de Paris-Gare-de-Lyon.

## Situation ferroviaire
Gare de bifurcation, elle est située au point kilométrique (PK) 76,644 de la ligne de Villeneuve-Saint-Georges à Montargis, après la gare de Boigneville, au PK 26,150 de la ligne de Bourron-Marlotte - Grez à Malesherbes partiellement utilisée en trafic fret et au PK 177,8 de la ligne des Aubrais - Orléans à Malesherbes (fret partiel également). Son altitude est de 117 m.

## Histoire

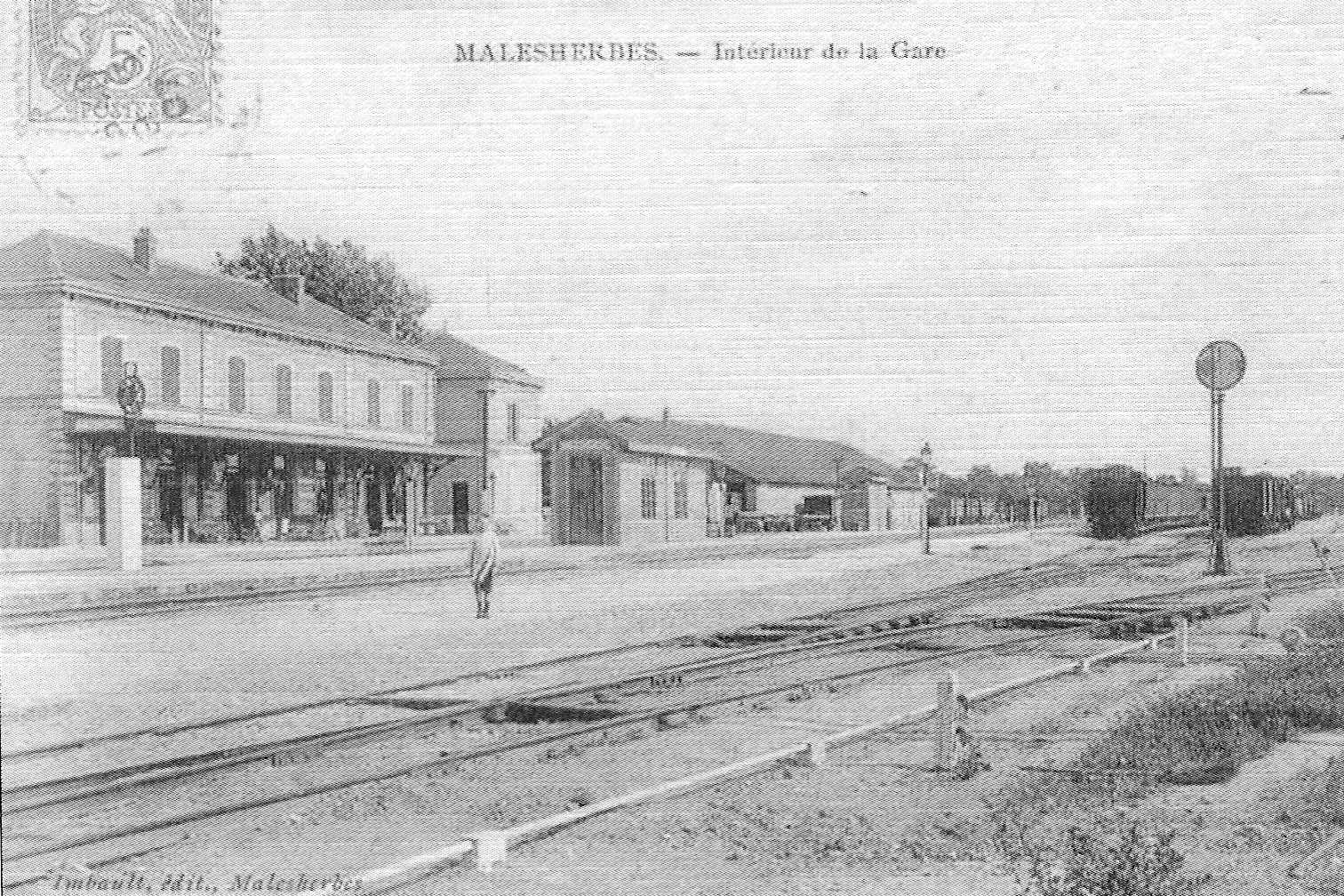
Vue de la gare au début du XXe siècle.

La Compagnie des chemins de fer de Paris à Lyon et à la Méditerranée (PLM) met en service le tronçon de Maisse à Montargis, sur lequel est située la gare de Malesherbes, le 5 mai 1867.
Avant le 24 septembre 1995, la gare était desservie par l'ancienne ligne K (actuelle ligne R)[réf. nécessaire].
Du 14 décembre 2008 jusqu'au 15 décembre 2013, les trains au départ de la gare de Malesherbes ne desservaient plus la partie nord de la ligne D et étaient à destination de la gare de Châtelet - Les Halles ou de Paris-Gare-de-Lyon.
À partir du 9 décembre 2018, les trains desservant la branche de Malesherbes sont de nouveau limités, cette fois-ci à Juvisy (plus au sud).
En 2018, selon les estimations de la SNCF, la  fréquentation annuelle de la gare est de 476 200 voyageurs, nombre arrondi à la centaine la plus proche.

## Services voyageurs

### Accueil

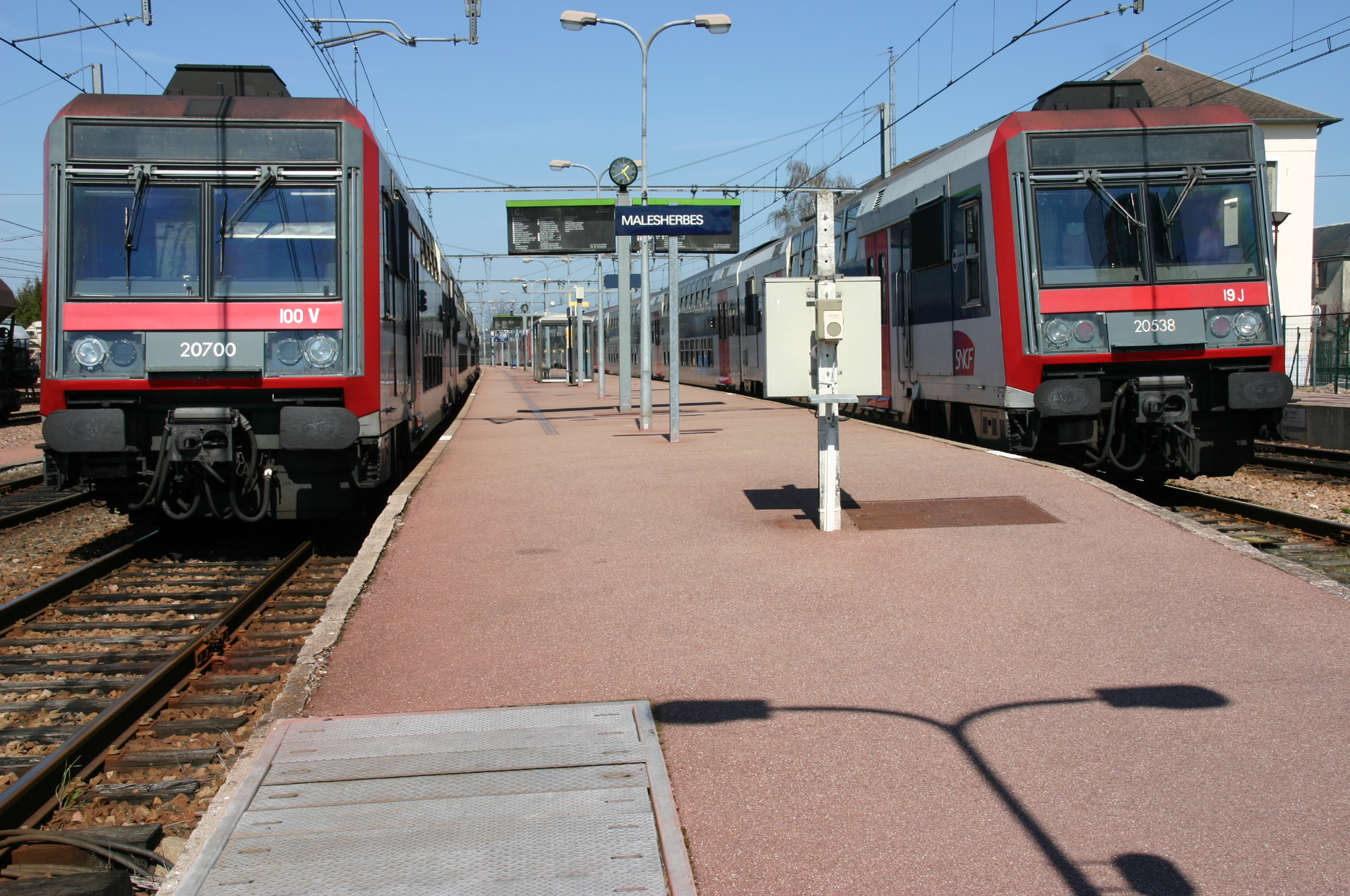
Deux rames Z 20500 garées voie B et C. Elles repartiront en direction de Corbeil/Paris.

Gare SNCF du réseau Transilien, elle dispose de son bâtiment voyageurs historique ouvert tous les jours. La gare a un quai latéral du côté du bâtiment de la gare donnant accès à la voie A et un quai central donnant accès aux voies B et C.
La gare étant située en région Centre-Val de Loire, la tarification des transports en commun d'Île-de-France n'est théoriquement pas applicable ; une tolérance existe cependant sous certaines conditions[source insuffisante].

### Desserte
La gare est desservie par les trains de la ligne D du RER, dont elle est un des terminus sud (D4).
Les trains à destination de Malesherbes ont un code mission commençant par la lettre B (BOVO). Les trains à destination de Juvisy ont un code mission commençant par un J (JOVA).
Du lundi au vendredi, la gare est desservie aux heures de pointe par un train par quart d'heure et par sens. Aux heures creuses, la desserte est d'un train toutes les heures.

### Intermodalité
Des lignes de bus circulent à proximité : les lignes 14 et 22 du réseau de mobilité interurbaine (Rémi) de la région Centre-Val de Loire et la ligne 3454 du réseau de bus Fontainebleau - Moret.

## Service des marchandises
Cette gare est ouverte au service du fret.

## Galerie de photographies

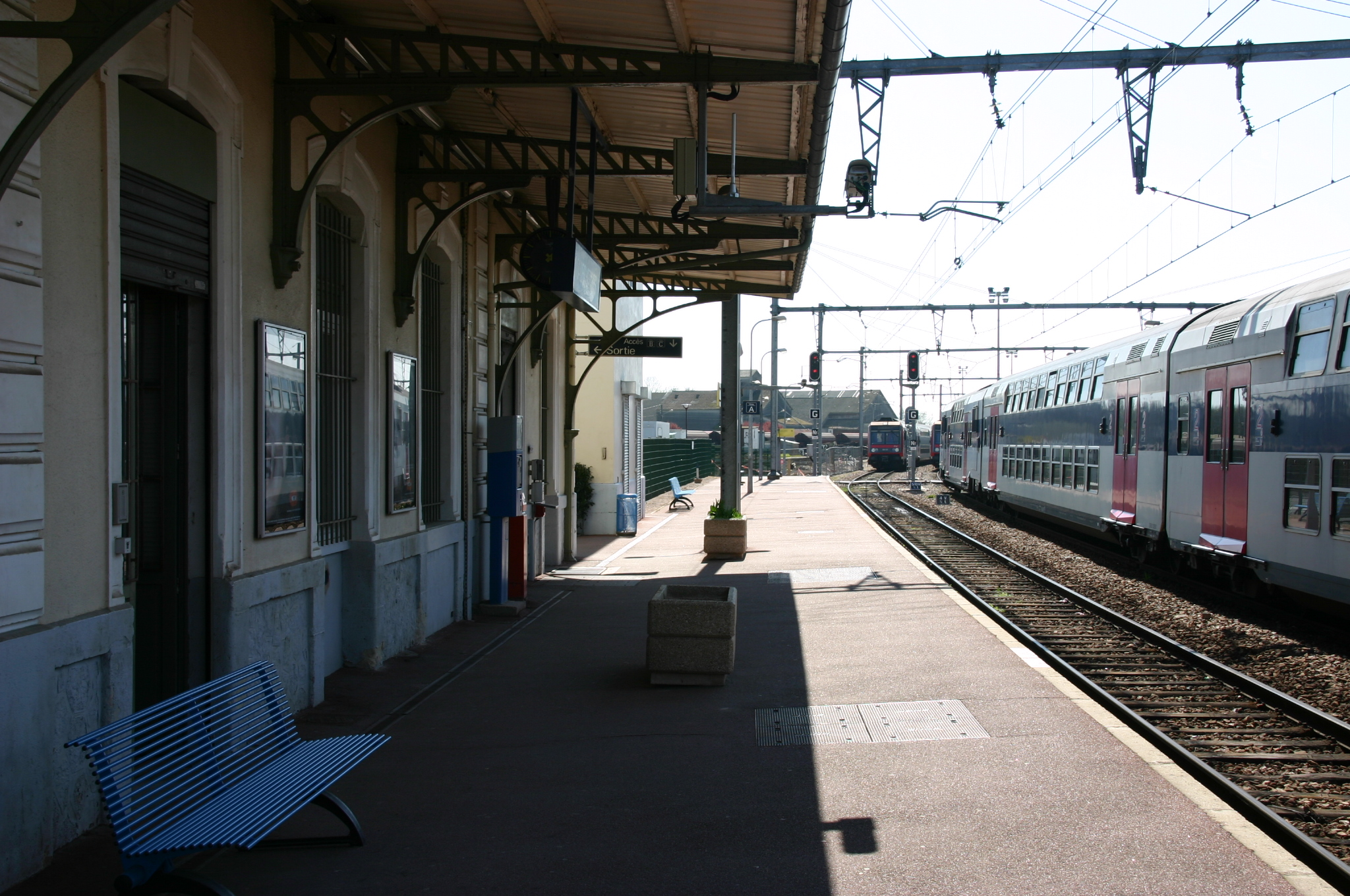
Quai latéral et bâtiment voyageurs.
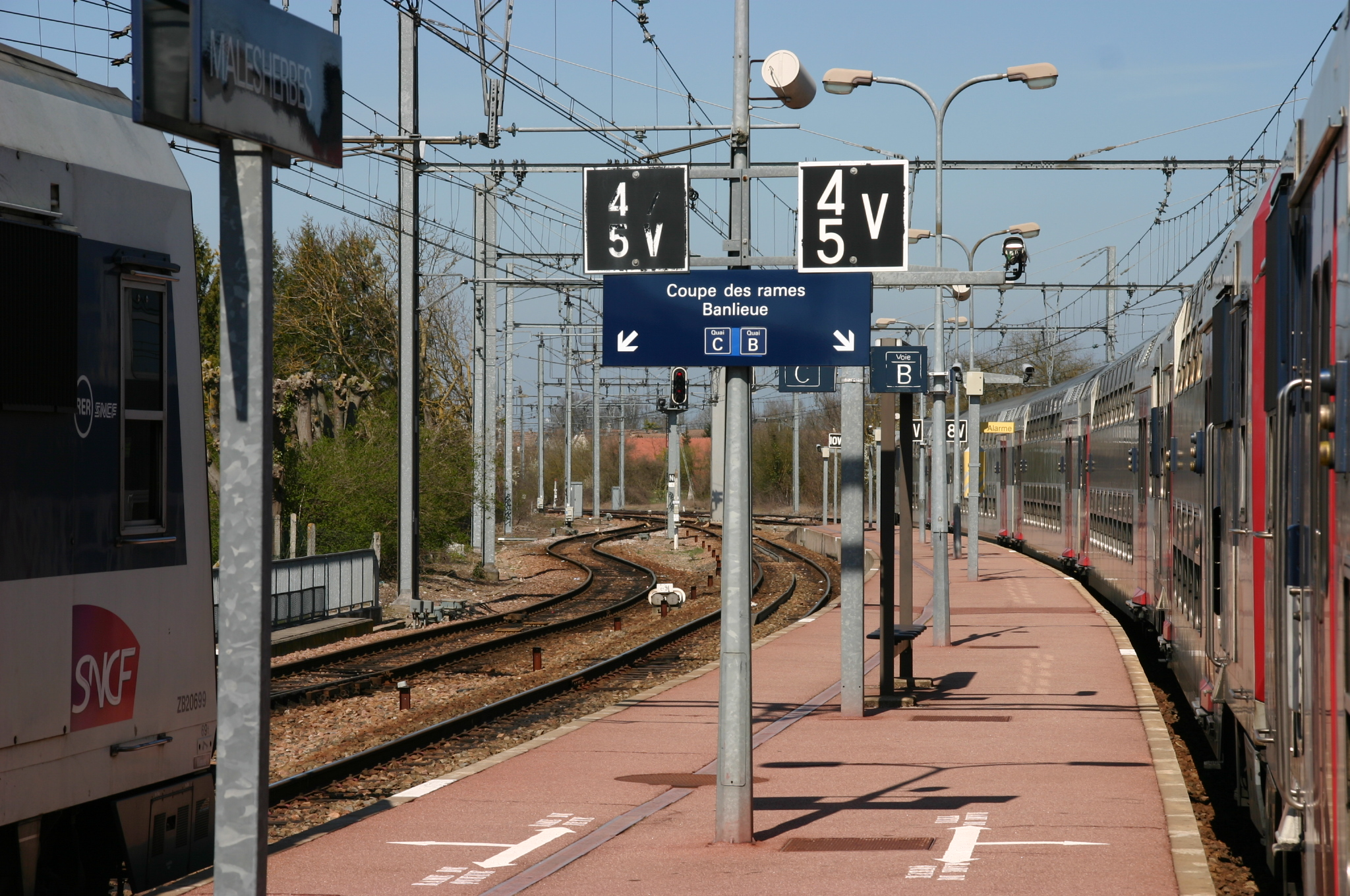
Quai central et voies B et C.
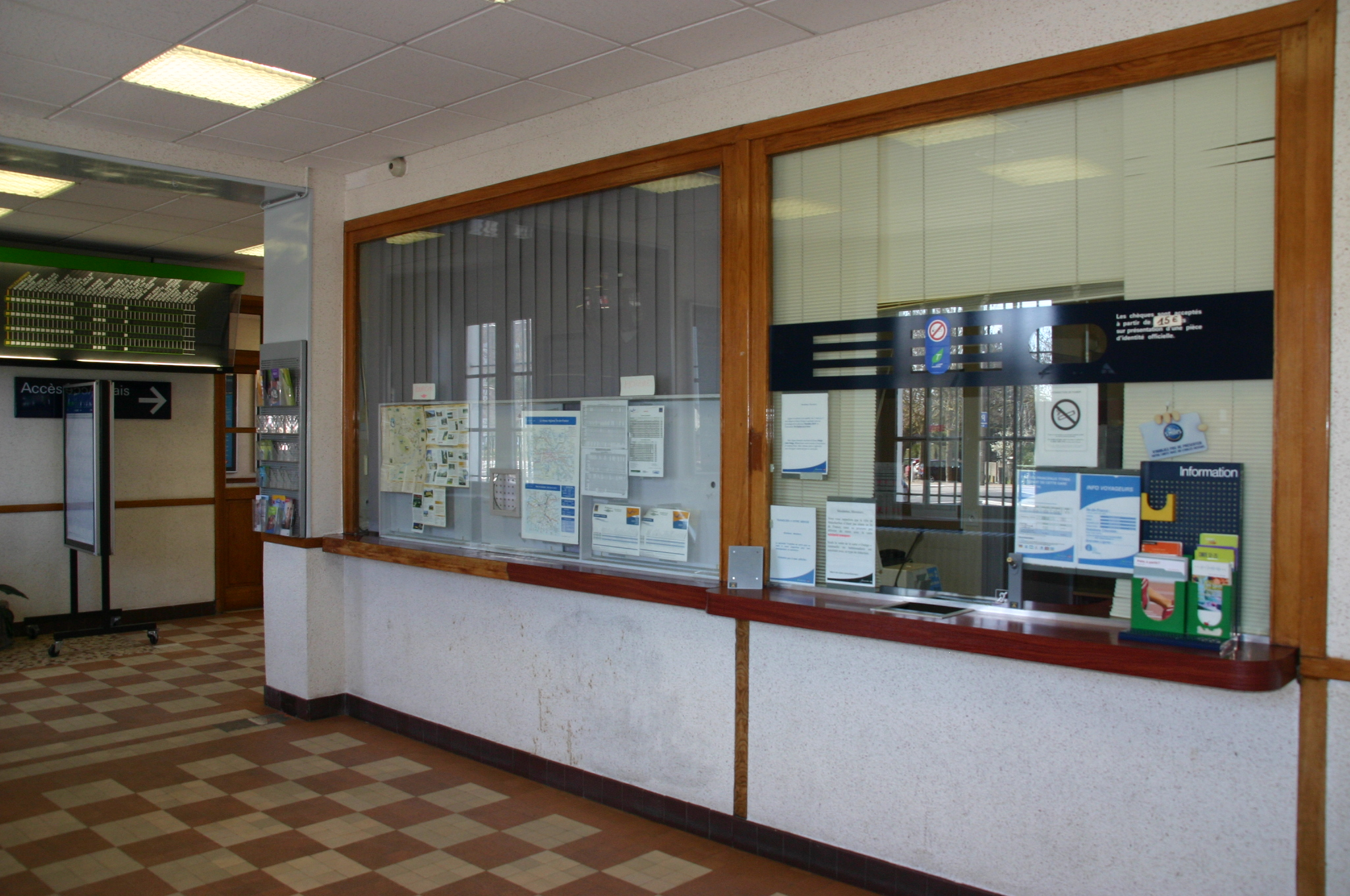
Guichets de la gare.
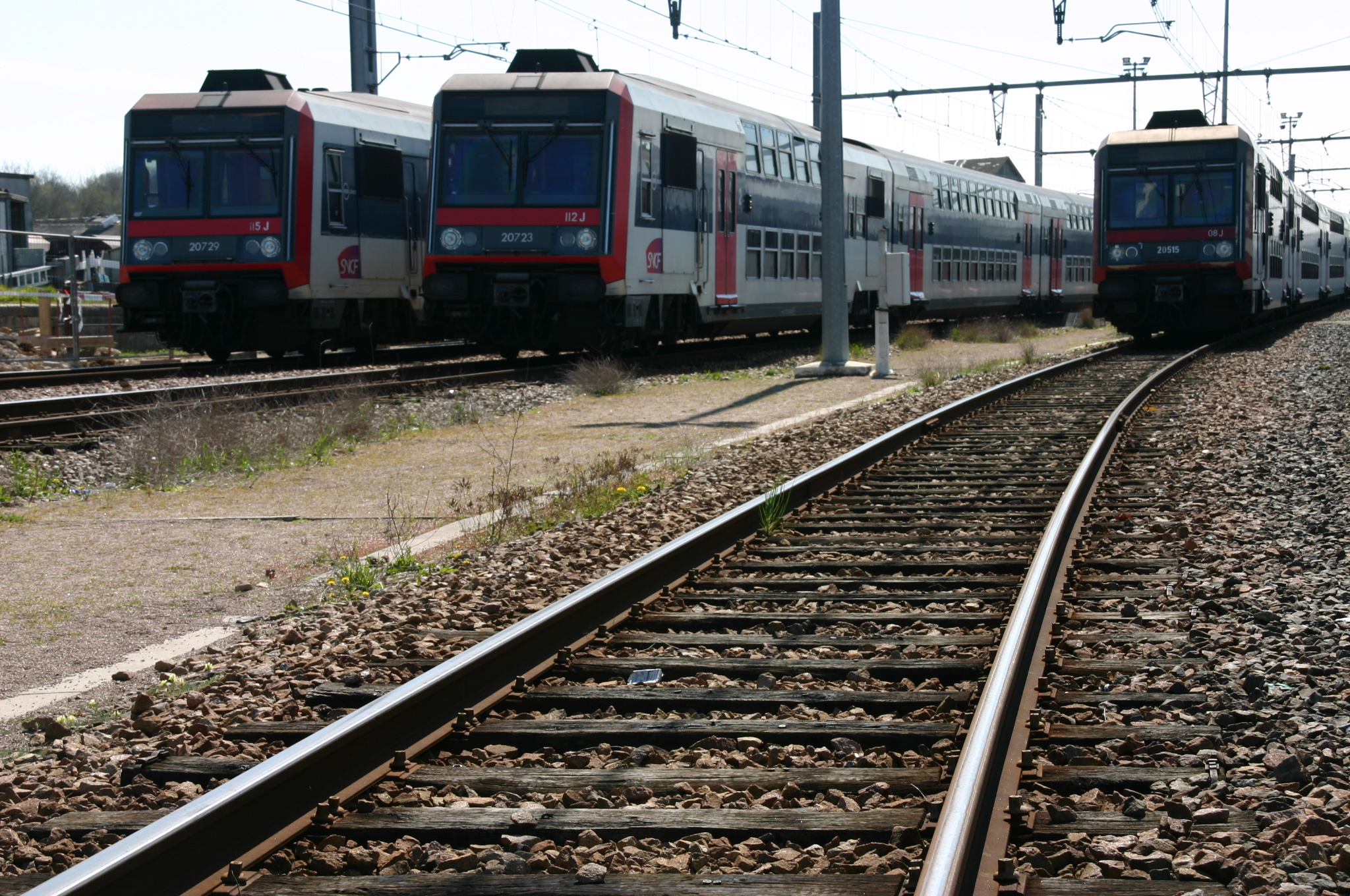
Rames Transilien sur des voies de garage.
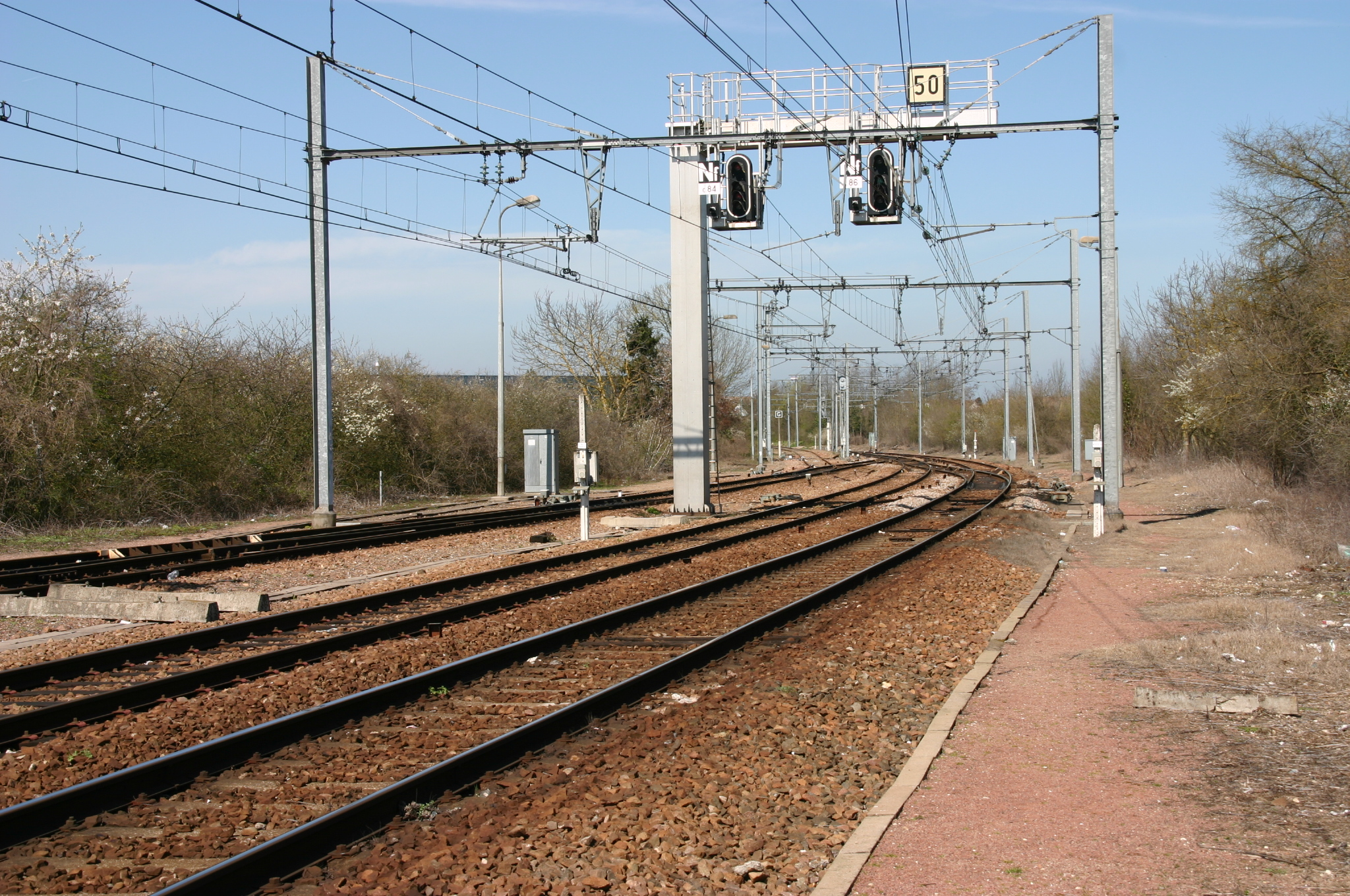
Voies à l'entrée de la gare.